# Shadow Lady
Shadow Lady (シャドウレディ, Shadōredi) est un manga de Masakazu Katsura. Publié en français aux éditions Tonkam, il comporte trois volumes.
Ce manga est fortement inspiré des comics de Batman, dont l’auteur est un grand fan.

## Résumé de l'histoire
Aïmi, jeune fille timide, travaille dans un café à Gray City. Mais la nuit, utilisant un maquillage magique provenant du monde maléfique, elle se transforme en Shadow Lady, une voleuse sexy qui tourne la police en bourrique à chaque fois.
Aïmi rencontre Bright Honda, beau jeune homme, et en tombe amoureuse au premier coup d'œil. Mais celui-ci est policier et n'a qu'une idée en tête, arrêter Shadow Lady.

## Personnages
- Aïmi Komori (小森 アイミ?) : jeune fille timide de 17 ans, qui a perdu très tôt ses parents. Elle vit seule, et travaille dans un café. Elle devient Shadow Lady en utilisant le maquillage apporté par Demo, voleuse sexy sans complexe. Elle tente de se décomplexer sans maquillage, mais a beaucoup de mal.
- Demo (デモ?), ou Demota (デモ太?) : sous une apparence de petit garçon, c'est en réalité un petit démon, venu du monde maléfique. Il a donné à Aïmi le maquillage qui lui permet de se transformer. En réalité, il cherche à se rendre utile, c'est pourquoi il est venu dans le monde humain.
- Bright Honda (本田 ブライド?) : policier de 25 ans. Inventeur de génie, il est venu à Gray City dans l'unique but de capturer Shadow Lady, qu'il aime.
- Limette (細川 ライム?) / Spark Girl (スパークガール?) : à dix-sept ans, elle est amoureuse de Bright, avec qui elle faisait dans le temps des spectacles avec leurs inventions. Elle est venue défier Shadow Lady qui a volé le cœur de Bright.

## Maquillage
Le maquillage utilisé par Aïmi comporte quatre couleurs :
- noir : Shadow Lady classique.
- rouge : elle a toutes les capacités d'un chat.
- bleu : elle peut voler comme un oiseau.
- jaune : elle court comme un lapin, avec une très grande vitesse.

Sauf le noir, les effets ne durent que dix minutes.